# Мајснер (општина)
Мајснер (њем. Meißner) општина је у њемачкој савезној држави Хесен. Једно је од 16 општинских средишта округа Вера-Мајснер. Према процјени из 2010. у општини је живјело 3.244 становника. Посједује регионалну шифру (AGS) 6636008.

## Географски и демографски подаци
Мајснер се налази у савезној држави Хесен у округу Вера-Мајснер. Општина се налази на надморској висини од 270 метара. Површина општине износи 44,8 km². У самом мјесту је, према процјени из 2010. године, живјело 3.244 становника. Просјечна густина становништва износи 72 становника/km².